# One Vision
One Vision är en låt av rockgruppen Queen, släppt som singel 1985. Låten gavs året därpå ut på albumet A Kind of Magic.
Queen tillät ett filmteam filma bandet under tiden de skrev och spelade in låten.

## Medverkande
- Freddie Mercury - sång
- John Deacon - bas
- Brian May - gitarr, synth, kör
- Roger Taylor - trummor, kör